# Andróstenes de Tasos
Andróstenes de Tasos (en griego antiguo: Ἀνδροσθένης; que significa: "Fuerza del hombre"), hijo de Calístrato, fue uno de los almirantes de Alejandro Magno. Navegó en una trierarca con Nearco, y también fue enviado por Alejandro por el Éufrates para explorar la costa del Golfo Pérsico, bordeando la costa de Arabia en una pentecóntera y navegando más lejos que Arquias de Pela. Escribió un relato de este viaje, titulado La navegación del mar Índico (' 'Ὁ τῆς Ἰνδικῆς παραπλοῦς ).